# うみへび座ウプシロン1星
うみへび座υ1星 （うみへび座ウプシロン1星、υ1 Hya、υ1 Hydraeis) は、うみへび座の恒星で4等星。

## 伴星
国立天文台岡山天体物理観測所の観測グループは、2005年にうみへび座υ1星の周囲を回る褐色矮星と思われる天体を発見したと報告した。軌道長半径は3.9天文単位、公転周期は約4.1年と推測されている。

## 名称
中国の二十八宿の一つ「張  (Zhang)」の距星とされる。2017年6月30日、国際天文学連合の恒星の命名に関するワーキンググループ (Working Group on Star Names, WGSN) は、うみへび座υ1星の固有名として、Zhang を正式に承認した。